# Centrale thermique de Rostock

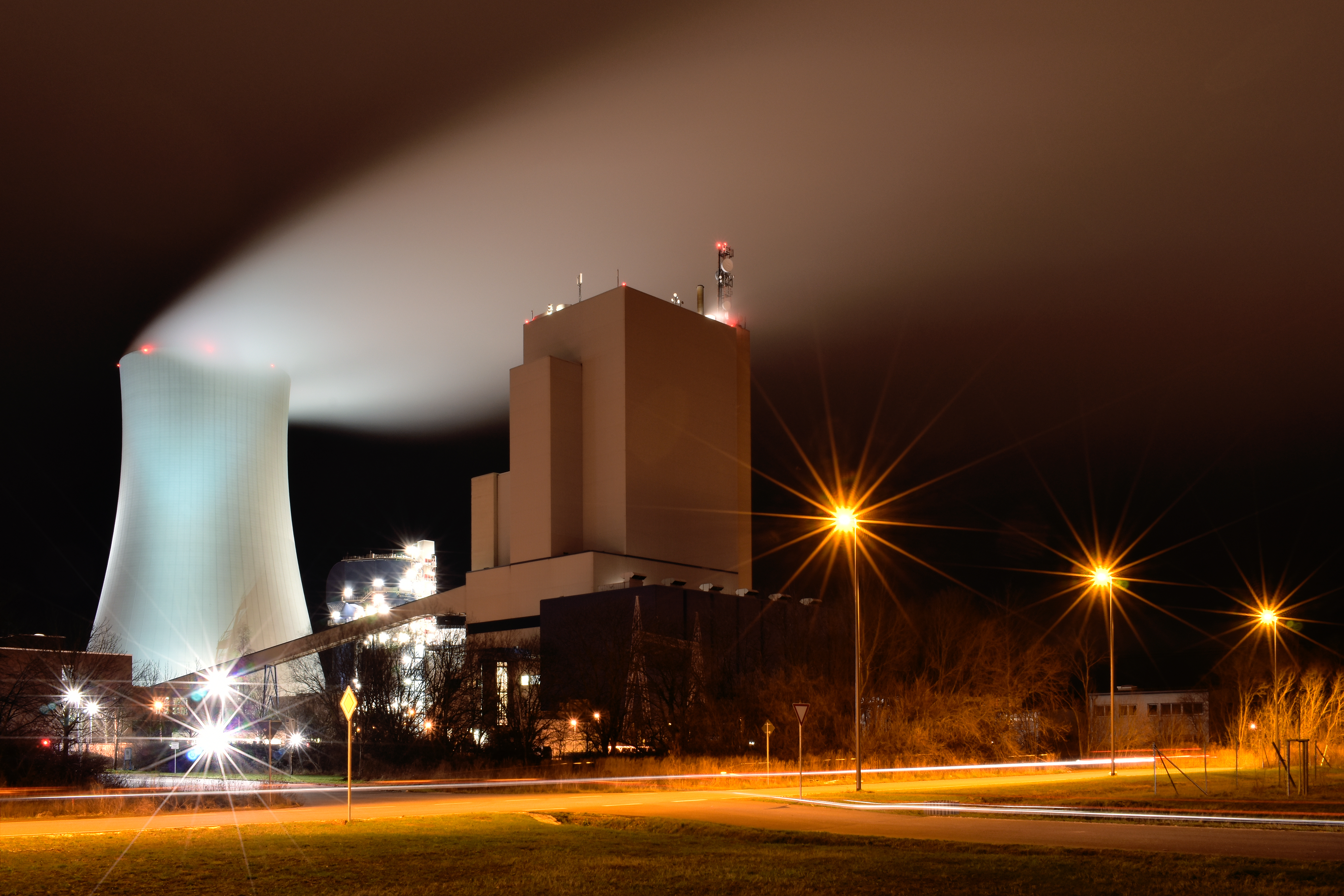
La centrale thermique de Rostock de nuit. Janvier 2021.

La centrale thermique de Rostock est une centrale thermique du Mecklembourg-Poméranie-Occidentale, en Allemagne.
La propriété est répartie entre :
- RWE Power (24,6 %)
- Vattenfall (25 %)
- E.dis (4,7 %)
- E.ON (45,7 %)